# Ferdinand Schmitz (Ringer)
Ferdinand Schmitz (* 14. Oktober 1919 in Köln; † 6. November 1981) war ein deutscher Ringer.

## Werdegang
Ferdinand Schmitz, auch „Bubi“ genannt, wuchs in Köln auf und kam durch seinen älteren Halbbruder Heinrich Nettesheim zum Ringen. Er machte ungewöhnlich schnelle Fortschritte und gewann schon mit 18 Jahren im Jahr 1938 seinen ersten deutschen Meistertitel vor dem Olympiadritten von 1936 Johannes Herbert. Bei den Europameisterschaften 1938 und 1939 gewann er Medaillen, ehe der Krieg und die Nachkriegszeit seine internationale Laufbahn für 12 Jahre unterbrachen. Ferdinand Schmitz war um 1939 sicher das größte deutsche Ringertalent. Im Januar 1940 wurde in Kopenhagen bei einem Länderkampf gegen Dänemark Schultersieger über Eigil Johansen. Wie talentiert er war, zeigte er auch 1941, als er im März 1941 in Nürnberg in einem Länderkampf gegen Finnland den Olympiasieger Kustaa Pihlajamäki schlug. Erst 1951 konnte er wieder an einer internationalen Meisterschaft starten. Es zeigte sich jedoch, dass die 12-jährige Pause für die deutschen Ringer zu lang war. Das internationale Ringen hatte sich weiter entwickelt. Der Anschluss war nur schwer wiederherzustellen.
Ferdinand Schmitz war Reichsbahn- bzw. Bundesbahn-Angestellter und stand mit Heinrich Nettesheim und Georg Pulheim jahrelang in der sehr erfolgreichen Mannschaft des ESV Olympia Köln.

## Internationale Erfolge
| Jahr | Platz | Wettbewerb     | Stil | Gewichtsklasse | Ergebnisse |
| 1938 | 3.    | EM in Tallinn  | GR   | Bantam         | mit Siegen über Antonín Nič, Tschechoslowakei, Ivar Stokke, Norwegen und Niederlagen gegen Kurt Pettersén, Schweden und Väinö Perttunen, Finnland     |
| 1939 | 2.    | EM in Oslo     | GR   | Feder          | mit Siegen über Egon Svensson, Schweden, Karl Fevaag, Norwegen, Ferenc Tóth, Ungarn, Ahmet Isik, Türkei und einer Niederlage gegen Kustaa Pihlajamäki |
| 1951 | 5.    | WM in Helsinki | F    | Feder          | mit einem Sieg über Mogharabi, Iran und Niederlagen gegen Henry Holmberg, Schweden und Nurettin Zafer, Türkei                                         |
| 1952 | 7.    | OS in Helsinki | F    | Bantam         | mit Siegen über Basurto, Mexiko und Poliquin, Kanada und Niederlagen gegen Shōhachi Ishii, Japan und Jadav, Indien                                    |
| 1952 | 6.    | OS in Helsinki | GR   | Bantam         | mit einem Sieg über Kohler, Saarland und Niederlagen gegen Hubert Persson, Schweden und Reidar Merli, Norwegen                                        |

## Erfolge bei Deutschen Meisterschaften
| Jahr | Platz | Ort                   | Stil | Gewichtsklasse | Ergebnisse                                                     |
| 1937 | 3.    | Karlsruhe             | F    | Bantam         | hinter Jakob Brendel, Nürnberg und Willi Möchel, Köln          |
| 1938 | 1.    | Dessau                | GR   | Bantam         | vor Johannes Herbert, Stuttgart und Schock, Berlin             |
| 1938 | 3.    | Breslau               | F    | Feder          | hinter Georg Pulheim, Köln und Fritz Ostermann, Saarbrücken    |
| 1939 | 1.    | Nürnberg              | GR   | Feder          | vor Fritz Ostermann und Rudi Reinhardt, Hohenlimburg           |
| 1940 | 1.    | Köln                  | F    | Feder          | vor Josef Böck, Neuaubing und Willi Möchel                     |
| 1941 | 1.    | Mainz                 | F    | Feder          | vor Willi Möchel und Rudi Reinhardt                            |
| 1942 | 2.    | Hohenlimburg          | GR   | Feder          | hinter Rudi Reinhardt und vor Block, Dortmund                  |
| 1943 | 1.    | Bayreuth              | F    | Feder          | vor Fritz Weikart, Hörde und Georg Böhm, Bamberg               |
| 1949 | 1.    | München               | F    | Feder          | vor Georg Pulheim und Josef Böck                               |
| 1950 | 3.    | Ludwigshafen am Rhein | GR   | Feder          | hinter Fritz Bischoff, Göppingen und Rolf Ellerbrock, Dortmund |
| 1950 | 1.    | München               | F    | Feder          | vor Josef Böck und Georg Böhm                                  |
| 1951 | 1.    | Rheinhausen           | F    | Bantam         | vor Manfred Spatz, Feudenheim und Albert Ziegler, Hochemmerich |

Erläuterungen
- OS = Olympische Spiele, WM = Weltmeisterschaft, EM =  Europameisterschaft
- GR = griechisch-römischer Stil, F = freier Stil
- Bantamgewicht bis 1945 bis 56 kg, danach bis 57 kg; Federgewicht, bis 1945 bis 61 kg, danach bis 62 kg Körpergewicht (In der Folgezeit wurden diese Gewichtsklassen und die Limits dafür noch mehrmals durch den Ringer-Welt-Verband FILA, heute UWW geändert)